# Meridiastra nigranota
Meridiastra nigranota är en sjöstjärneart som beskrevs av O' Loughlin 2002. Meridiastra nigranota ingår i släktet Meridiastra och familjen Asterinidae. Inga underarter finns listade i Catalogue of Life.